# ادرنه
اَدِرنه (به ترکی: Edirne، به یونانی: Ἁδριανούπολις تلفظ: آدریانوپولیس، به بلغاری: Одрин تلفظ: اُدرین) نام یکی از شهرهای ترکیه است.
این شهر مرکز استان ادرنه ترکیه است. شهر ادیرنه در ناحیه تراکیه در منتهی‌الیه غربی ترکیه و در نزدیکی مرز یونان و بلغارستان واقع شده‌است.
جمعیت این شهر در سال ۲۰۰۲ برابر با ۱۲۸٬۴۰۰ نفر برآورد شده‌است.